# Tröndelsee und Umgebung
Der Tröndelsee und Umgebung ist ein Naturschutzgebiet in der schleswig-holsteinischen Stadt Kiel. Zuständige Naturschutzbehörde ist die Stadt Kiel.
Das Naturschutzgebiet liegt im Südosten der Stadt Kiel innerhalb eines Kleingartengebiets in den Stadtteilen Ellerbek und Elmschenhagen. Es stellt den in einer Senke liegenden Tröndelsee mit seinen Verlandungsbereichen, Bruchwaldzonen und angrenzendes Feuchtgrünland auf Niedermoorböden unter Schutz. Die Grünlandbereiche wurden früher entwässert und stellenweise Torf abgebaut.
Die Verlandungsbereiche um den See werden von Röhrichtzonen und Großseggen-Sümpfen eingenommen. Insbesondere westlich des Sees schließt sich ein Erlenbruchwald an, in dessen Krautschicht Schilf, Sumpfreitgras, Sumpffarn, Sumpfblutauge und Sumpfveilchen siedeln. Auf den Feuchtwiesen siedeln Kleinseggen mit Zweizeiliger Segge, Gelber Segge, Igelsegge und Hirsesegge. Am Übergang von Kleinseggen- zu Großseggenzonen ist die seltene Wundersegge zu finden. Auf den südlich vom See an die Verlandungszonen angrenzenden Grünlandbereiche haben sich Orchideenbestände mit Breitblättrigem und Fleischfarbenem Knabenkraut entwickelt. Weiterhin sind hier Sumpfdotterblume, Wiesenschaumkraut, Flammender Hahnenfuß, Teufelsabbiss, Großer Klappertopf, Echtes Mädesüß sowie Sumpfsegge und Waldsimse zu finden. Die Wiesen im Naturschutzgebiet werden zu Pflege teilweise gemäht und mit Rindern beweidet.
Der See und die ihn umgebenen Röhrichtbereiche sind Lebensraum verschiedener Wasservögel wie Wasserralle, Hauben- und Rothalstaucher sowie Reiher- und Krickente.
Durch das Naturschutzgebiet verlaufen mehrere Wanderwege, so dass das Gebiet auch der Naherholung dient. An mehreren Stellen befinden sich Schautafeln mit Erklärungen. Das Gebiet wird vom Unabhängigen Kuratorium Landschaft Schleswig-Holstein – Verband für Naturschutz und Landschaftspflege betreut.